# Fracture du sternum
 Mise en garde médicale
Une fracture du sternum est une fracture de l'os situé sur la ligne médiane de la partie antérieure de la cage thoracique : le sternum.